# Carrols Restaurant Group
O Carrols Restaurant Group, Inc. é uma empresa americana de franquia e é o maior franquiado do Burger King no mundo; a Carrols possui e opera mais de 1.000+ Burger Kings e 55 restaurantes Popeyes. A empresa opera o Burger Kings desde 1976 em 23 estados dos Estados Unidos.
A empresa tem as suas raízes na cadeia de restaurantes de hambúrgueres Carrols, que operava em partes dos Estados Unidos desde 1960. Os locais domésticos foram convertidos em restaurantes Burger King a partir de 1975, embora a marca tenha sobrevivido noutras partes do mundo até 2012, na Finlândia.
Durante algum tempo, após a conversão de 1975 para Burger King, a empresa também foi proprietária das cadeias de restaurantes Pollo Tropical e Taco Cabana.

## História
Uma ramificação da empresa Tastee-Freez, a Carrols recebeu o nome da filha do coproprietário da Tastee-Freez, Leo S. Maranz, Carol.
Herb Slotnick comprou os direitos de franquia para a área de Nova Iorque e começou a abrir restaurantes na área de Syracuse, Nova Iorque, no início da década de 1960. Com o passar dos anos, expandiram-se por todo o estado de Nova Iorque. Durante a década de 1960, uma lesma amarela foi a primeira mascote da Carrols, substituída em 1974 por um rapaz loiro que usava um fato de tweed e um chapéu Fedora.
No auge da cadeia, no final da década de 1960, a empresa tinha 120 restaurantes Carrols em todo o estado de Nova Iorque. A maioria dos restaurantes Carrols foi convertida em franquias do Burger King em 1975, tendo sido encerradas as lojas menos rentáveis. Após a conversão, a marca Carrols só foi encontrada no estrangeiro, na Finlândia, Suécia, Estônia, Letônia e Rússia - com exceção de duas lojas: uma na Roosevelt Avenue em Carteret, Nova Jérsia, que fechou no final da década de 1970; e uma única loja propriedade de um franquiado em Batavia, Nova Iorque. Estas duas últimas lojas funcionaram sob o nome Carrols durante a década de 1980, antes de fecharem.
O grupo finlandês Carrols abriu várias lojas em São Petersburgo, na Rússia, em meados e no final da década de 1990. Em 1998, abriu a sua primeira loja em Moscou, no então novo centro comercial Ohotni Riad. Devido à crise financeira russa de 1998, as operações não geraram vendas suficientes para a Carrols e, em 2000, todos os pontos de venda da Carrols na Rússia tinham sido encerrados.
A empresa de restauração finlandesa Hesburger começou a comprar os últimos estabelecimentos Carrols existentes em Helsínquia, na Finlândia, em meados da década de 2000, tendo os estabelecimentos sido convertidos até 2012.
Em 9 de dezembro de 2005, a Carrols Holdings e o Mimi's Café foram objeto de um processo de oferta pública de aquisição.
Em fevereiro de 2011, a empresa anunciou que estava a alienar as suas duas cadeias temáticas da América Central, Taco Cabana e Pollo Tropical, num spin-off destinado a ajudar a empresa a concentrar-se nas suas operações principais da Burger King. A venda das duas cadeias, coletivamente designadas por Fiesta Restaurant Group, foi concluída em maio de 2012.
Em junho de 2012, a Carrols adquiriu 278 estabelecimentos Burger King à Burger King por cerca de US$ 150 milhões. Em troca, a empresa-mãe da Burger King, a Burger King Corporation, adquiriu uma participação de 28,9% na empresa. A transação envolveu uma linha de crédito que seria utilizada pela Carrols para renovar mais de 450 das suas lojas.
Em 20 de fevereiro de 2019, a Carrols anunciou uma fusão com a Cambridge Franchise Holdings LLC num negócio no valor de US$ 238 milhões, que acrescentaria 55 Popeyes e 166 Burger King no sul dos Estados Unidos à carteira da Carrols. A transação seria “estruturada como uma fusão isenta de impostos”. A Carrols dará à Cambridge cerca de 7,36 milhões de ações ordinárias. Também incluído no negócio, a Cambridge receberá 9% das ações preferenciais da Carrols.
Em 22 de fevereiro de 2022, a Carrols nomeou um novo CEO, o antigo executivo da McDonald's Paulo Pena, com efeitos a partir de 1 de abril de 2022. O então atual CEO Dan Accordino reformar-se-ia.
Em 16 de janeiro de 2024, a Restaurant Brands International (RBI), proprietária da Burger King e da Popeyes, anunciou que iria comprar a Carrols numa transação em dinheiro no valor aproximado de US$ 1,0 bilhões. A RBI afirmou que tencionava remodelar rapidamente 600 estabelecimentos Burger King propriedade da Carrols de acordo com as normas atuais da empresa e voltar a concedê-los a pequenos operadores locais.
Em 16 de maio de 2024, foi anunciado que a RBI tinha concluído a compra do Carrols Restaurant Group.